# Giornata mondiale per la prevenzione del suicidio

Tasso di suicidi nel mondo ogni 100.000 abitanti per nazione.

La giornata mondiale per la prevenzione del suicidio, (in inglese World Suicide Prevention Day, o WSPD) è fissata al 10 settembre di ogni anno ed è un giorno riconosciuto a livello internazionale dal 2003 per sensibilizzare le persone riguardo alla prevenzione del suicidio, fenomeno che colpisce il genere maschile in misura significativamente maggiore del genere femminile. Viene promossa dall'Organizzazione mondiale della sanità insieme alla Federazione mondiale per la salute mentale e all'Associazione Internazionale per la Prevenzione al Suicidio. Nel 2011 circa quaranta nazioni hanno tenuto eventi per promuovere la consapevolezza su questa tematica. Secondo il report dell'OMS sulla salute mentale pubblicato nel 2014, nessuno stato con il reddito basso aveva una strategia nazionale per la prevenzione al suicidio, mentre meno del 10% di stati con il reddito medio-basso e quasi un terzo di quelli con il reddito medio-alto e alto ne aveva una.

## Edizioni e temi
- 2003 – "Suicide Can Be Prevented!"[7]
- 2004 – "Saving Lives, Restoring Hope"[8]
- 2005 – "Prevention of Suicide is Everybody's Business"[9]
- 2006 – "With Understanding New Hope"[10]
- 2007 – "Suicide prevention across the Life Span"[11]
- 2008 – "Think Globally, Plan Nationally, Act Locally"[12]
- 2009 – "Suicide Prevention in Different Cultures"[13]
- 2010 – "Families, Community Systems and Suicide"[14]
- 2011 – "Preventing Suicide in Multicultural Societies"[15]
- 2012 – "Suicide Prevention across the Globe: Strengthening Protective Factors and Instilling Hope"[16]
- 2013 – "Stigma: A Major Barrier to Suicide Prevention"[17]
- 2014 – "Light a candle near a Window"[18]
- 2015 – "Preventing Suicide: Reaching Out and Saving Lives"[19]
- 2016 – "Connect, Communicate, Care"[20]
- 2017 – "Take a Minute, Change a Life"[21]
- 2018 – "Working Together to Prevent Suicide"[22]
- 2019 – "Working Together to Prevent Suicide"[23]
- 2020 – "Working Together to Prevent Suicide"[24]
- 2021 – "Creating Hope Through Action"[25]